# Johan Enanderhielm
Johan Enanderhielm (före adlandet Enander), född 30 oktober 1663 i Stora Åby socken, död 24 juli 1732, var en svensk jurist och riksdagsman.

## Biografi
Johan Enanderhielm var son till prosten i Stora Åby Johannes Enander. Han blev student vid Uppsala universitet 1678 och var 1683–1689 advokat vid rätterna i Stockholm och en tid notarius publicus där. 1689–1691 var han överståthållaren Christopher Gyllenstiernas advokat och 1691–1695 generalguvernements- och krigsfiskal i Riga samt 1691–1695 tillförordnad guvernementssekreterare där 1692–1695. 1695 blev Enanderhielm assessor i Dorpats hovrätt och 1707 preses i svenska kommissorialrätten i Kurland. I samband med den ryska belägringen av Riga flydde Enanderhielm därifrån till Sverige hösten 1709. 1712 blev han ledamot av lagkommissionen och adlades 1714. 1718-1719 var Enanderhielm lagman i Blekinge läns lagsaga och från 1718 ordningsman där. Han blev 1721 lagman i Närkes lagsaga. 1725 erhöll han avsked från sin tjänst. Enanderhielm var ledamot av ridderskapet och adeln vid riksdagarna 1720, 1723, 1726–1727 och 1731 och var därunder 1720 ledamot av Sekreta utskottet och justitiedeputationen samt 1723 ledamot av ecklesiastikdeputationen.